# It Amazes Me
| Оценки критиков | Оценки критиков |
| Источник        | Оценка          |
| --------------- | --------------- |
| AllMusic        | [ 1 ]           |

It Amazes Me — второй студийный альбом американской актрисы и певицы Лайзы Миннелли, выпущенный 10 мая 1965 года на лейбле Capitol Records.

## Об альбоме
Дебютный студийный альбом певицы вышел в октябре 1964 года вышел, после чего она отправилась на гастроли, включая выступления со своей матерью в Лондоне. Тем не менее, в декабре того же года она вновь собрала прежнюю команду для записи следующего студийного альбома. Питер Матц снова отвечал за оркестровую обработку проекта, также к работе был привлечён большой оркестр. Для альбома было отобрано одиннадцать поп-стандартов, представлены как ритмичные композиции, так и баллады.

## Список композиций
| №  | Название                  | Автор(ы)                     | Длительность |
| -- | ------------------------- | ---------------------------- | ------------ |
| 1. | «Wait Till You See Him»   | Ричард Роджерс, Лоренц Харт  | 2:47         |
| 2. | «My Shining Hour»         | Гарольд Арлен, Джонни Мерсер | 3:23         |
| 3. | «I Like the Likes of You» | Вернон Дюк, Йип Харберг      | 2:17         |
| 4. | «It Amazes Me»            | Сай Коулман, Кэролин Ли      | 3:10         |
| 5. | «Looking at You»          | Коул Портер                  | 2:40         |
| 6. | «I Have Never Seen Snow»  | Гарольд Арлен, Трумен Капоте | 4:52         |

| №                   | Название                                    | Автор(ы)                           | Длительность |
| ------------------- | ------------------------------------------- | ---------------------------------- | ------------ |
| 1.                  | «Plenty of Time»                            | Джон Кандер, Фред Эбб              | 4:19         |
| 2.                  | «For Every Man There’s a Woman»             | Гарольд Арлен, Лео Робин           | 2:41         |
| 3.                  | «Lorelei»                                   | Джордж Гершвин, Айра Гершвин       | 2:35         |
| 4.                  | «Shouldn’t There Be Lightning?»             | Ларри Александер, Билли Голденберг | 3:08         |
| 5.                  | «Nobody Knows You When You're Down and Out» | Джимми Кокс                        | 2:49         |
| Общая длительность: | Общая длительность:                         | Общая длительность:                | 34:41        |

| №  | Название                                                                       | Длительность |
| -- | ------------------------------------------------------------------------------ | ------------ |
| 1. | «Walk Right In/How Come You Do Me Like You Do» (Unissued restored album track) | 3:01         |
| 2. | «A Quiet Thing» (Capitol single A-side #5411)                                  | 2:41         |
| 3. | «All I Need» (Capitol single B-side #5411)                                     | 2:41         |
| 4. | «Imprevu» (Capitol single A-side #5473)                                        | 3:02         |
| 5. | «Did I Hurt Your Feelings?» (Capitol single B-side #5473)                      | 3:07         |
| 6. | «Sing Happy» (Unissued recording)                                              | 3:18         |
| 7. | «Dear Love» (Unissued recording)                                               | 2:42         |
| 8. | «I’m Not Laughing» (Unissued recording)                                        | 2:50         |